# OpenVMS
OpenVMS (Open Virtual Memory System ou apenas VMS) é uma tecnologia top de linha entre usuário e sistema. Conceituado originalmente dos funcionamentos do VAX  e DEC Alpha, a família dos computadores foi criada pela Digital Equipment Corporation de Maynard, Massachusetts (esta empresa foi comprada então pela Compaq, que foi comprada mais tarde pela Hewlett-Packard), é o mais recente sistema da Hewlett-Packard construídos em torno da arquitetura do núcleo do processador Intel Itanium.
OpenVMS é um sistema operacional (SO) multiusuário, multiprocessado que utiliza memória virtual e foi projetado para processamento em lote (batch), em tempo real e processamento transacional. O sistema oferece elevada disponibilidade através de cluster, ou seja, a habilidade para distribuir em múltiplas máquinas físicas a carga do sistema. Isto permite que o sistema seja "tolerante a desastre". VMS inclui também um sistema de prioridade de processos que permite que o processo em tempo real funcione sem barreiras, bloqueios ou interferências.
O OpenVMS criou muitas características que são consideradas agora exigências padrão para os sistemas operacionais de topo de linha. Estes incluem:
- Trabalho em rede integrado do computador (originalmente DECnet e mais tarde, TCP/IP) [8]
- Simétrico, asymmetrical, e NUMA multiprocessing, incluindo clustering [9]
- Distribuído sistemas de arquivos (Files-11) [10]
- Integrado banco de dados características como RMS[11] e bases de dados mergulhadas incluindo Rdb [12]
- Sustentação para múltiplas linguagens de programação [13][14]
- Um extensível linguagem de comando shell (Linguagem de comando DIGITAL) [15][16]
- Hardware particionado para multiprocessos [17]
- Elevado - em nível da segurança [18][19][20][21]

Os ambientes da Empresa-classe tipicamente selecionam e usam OpenVMS para várias finalidades incluído como a mail server, serviços de rede, manufaturados ou controle e monitoração do transporte, aplicações e bases de dados críticas, e particularmente ambientes onde a disponibilidade do sistema e o acesso dos dados são críticos. Os acima do tempo do sistema de dez ou mais foram relatados, e as características tais como melhoramentos do Rolling e aglomerar-se permitem que as aplicações e dados aglomerados remanesçam continuamente acessíveis quando o software de sistema se operando e a manutenção e os melhoramentos das ferramentas estiverem executadas, ou quando um centro de dados inteiro estiver destruído. Os clientes que usam OpenVMS incluem bancos e serviços financeiros, hospitais e outras empresas do ramo de saúde, Network Information Services, e fabricantes industriais em grande escala de vários produtos.

## Histórico

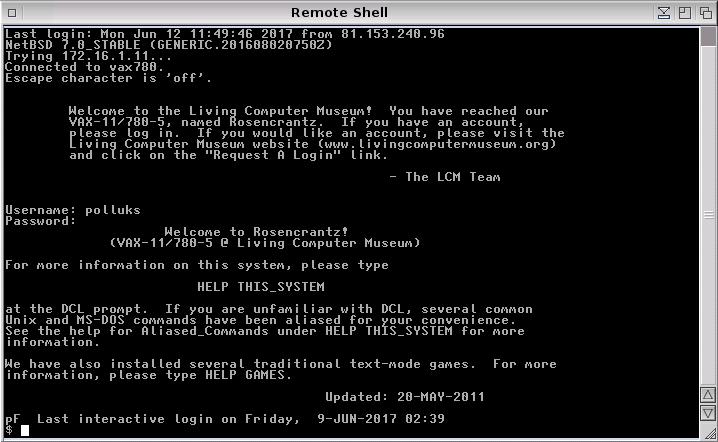
Tela de login do OpenVMS

### Origem e evolução
Em abril de 1975, embarcou em um hardware DIGITAL projeto, chamado código Star, a uma concepção de 32-bit endereço virtual para a sua prorrogação PDP-11. Um companheiro de  projeto do software, chamado código Starlet, foi iniciado em junho de 1975 para desenvolver um sistema operacional totalmente novo, baseado no RSX-11M, Star para a família de processadores. Estes dois projectos foram bem integrado desde o início. Gordon Bell foi o VP chumbo sobre o VAX hardware e sua arquitetura. Roger Gourd  foi o projeto de levar o programa Starlet, engenheiros de software com Dave Cutler (que mais tarde iria levar desenvolvimento da Microsoft Windows NT), Dick Hustvedt, e Peter Lippman actua como os projectos técnicos dirigentes, tendo cada um responsável por uma área diferente do sistema operacional. A Star Starlet projetos e culminou com a VAX 11/780 computador e VAX-11/VMS o sistema operacional. O nome Starlet sobreviveu como um VMS, em nome de vários dos principais sistema de bibliotecas, incluindo STARLET.OLB e STARLET.MLB.
Ao longo dos anos o nome do produto mudou. Em 1980, foi rebatizada, a versão 2,0 libertação, para VAX / VMS (ao mesmo tempo que o computador VAX-11 foi renomeado para simplesmente VAX).  Com a introdução do MicroVAX gama como o MicroVAX II e MicroVAX 2000, em meados dos anos 1980 à tarde-, DIGITAL liberada MicroVMS versões especificamente orientadas para estas plataformas que tinha muito mais limitada capacidade de memória e disco; por exemplo, tinha a menor MicroVAX 2000 40MB RD32 um disco rígido e apenas 4MB de memória RAM, e teve o seu CPU de emular alguns dos VAX ponto flutuante instruções em software. MicroVMS kits foram liberados para VAX / VMS 4,0 a 4,7 por TK50 fitas e RX50 disquetes, mas interrompido em VAX / VMS 5,0. Em 1991, foi novamente renomeado para OpenVMS para indicar o seu apoio para a indústria como os padrões POSIX e Unix compatibilidade, bem como a queda do hardware como ligação do porte para DIGITAL's 64-bit Alpha RISC processador estava em processo. O OpenVMS apareceu pela primeira vez após a versão 5.4-2 release.
A mudança de nome de VMS para OpenVMS reflectiu a falta de sentido da Digital, no momento da comercialização. Após a mudança do nome, as rivais da Digital começaram a dizer que os clientes, ao invés de portar de VMS para OpenVMS, deverão apenas mudar para o Unix. O departamento de marketing da Digital respondeu com um documento explicando que era realmente OpenVMS é VMS  mas não foi porque ele mostrou o compromisso de abertura. Em fevereiro de 1991, um trabalhador destacado Digital foi causando a confusão que circulam por uma paródia do famigerado marketing documento, sob a forma de um comunicado de imprensa em que a IBM anunciou a "OpenMVS". Apesar desta paródia mudando o nome do presidente da IBM e usando um Dial-A-Porn número que o IBM contato, algumas pessoas na Digital de marketing da organização realmente partilhado a paródia com os clientes para mostrar que a IBM pensava era uma boa ideia como um bem.
Para obter detalhes sobre a origem, os engenheiros e de engenharia, bem como a história geral do OpenVMS, o OpenVMS 20th Anniversary, e do OpenVMS FAQ recursos são centrais.

### Porte para DEC Alpha
O VMS porte para Alpha resultou na criação de um segundo e separado do código fonte bibliotecas (com base em uma ferramenta de gerenciamento de código fonte conhecida como VDE) para o VAX 32-bit do código fonte biblioteca e um segundo e um novo código fonte para a biblioteca Alpha ( e no subsequente Itanium porte) de 64-bit arquitecturas. 1992 viu o lançamento da primeira versão do OpenVMS para Alpha AXP sistemas, designada OpenVMS AXP V1.0. (A decisão de utilizar a versão 1.x fluxo de numeração para a pré-produção lançamentos de qualidade OpenVMS AXP confusão causada por alguns clientes e não foi repetida no próximo porte plataforma para o Itanium.)
Em 1994, com o lançamento do OpenVMS versão 6,1, característica (eo número de versão) paridade entre o VAX e Alpha variantes foi alcançado. Este foi o chamado Funcional Equivalência lançamento, na comercialização de materiais a tempo. Algumas características estavam faltando no entanto, por exemplo, baseado Compartilhável imagens, que foram implementadas em versões posteriores. Numeração da versão posterior para o VAX e Alpha variantes do produto, têm-se mantido constante através da V7.3, embora posteriormente Alpha divergiram com a disponibilidade das versões V8.2 e V8.3.
Para informações gerais sobre o porte para Alfa, consulte o OpenVMS 20º Aniversário livro. Para detalhes técnicos sobre o porte, ver o DIGITAL Técnico Oficial Volume 4 Número 4.

### Porte ao Intel Itanium
Em 2001, pouco antes de sua aquisição pela Hewlett-Packard, Compaq anunciou o porte ao OpenVMS para Intel Itanium arquitetura. Este porte foi realizado utilizando o código fonte mantido em comum dentro do OpenVMS Alpha código fonte biblioteca, com condicional e módulos adicionais quando mudanças específicas para Itanium eram exigidas. O OpenVMS Alpha foi escolhido como a base do porte como era significativamente mais portáteis do que a original, OpenVMS VAX código fonte, e porque o código fonte Alpha já era plenamente capaz de 64 bits (ao contrário do código fonte VAX pool). Com a Alpha porte, muitas das dependências específicas de hardware VAX tinham sido previamente transferidas para o Alpha firmware SRM para OpenVMS. As características necessárias para OpenVMS foram então transferidas do MRE em OpenVMS I64 como parte do Itanium porte.
Ao contrário do porte do VAX para Alpha, no qual uma "instantâneos" do código base circa VAX V5.4-2 foi utilizado como base para o lançamento e do Alpha 64-bit do código fonte depois divergiram, o OpenVMS Alpha e I64 (Itanium) versões do OpenVMS são construídas e mantidas através de um código fonte comum biblioteca e ferramentas comuns. O código fonte do software central usado para OpenVMS sistema de controle é o VMS Desenvolvimento Ambiente (VDE); ver o VDE installation kit para mais detalhes.
Dois lançamentos de pré-produção, OpenVMS I64 V8.0 e V8.1, estavam disponíveis em 30 de junho de 2003 e em 18 de dezembro de 2003. Estes lançamentos foram destinados para a HP organizações e fornecedores de terceiros envolvidos com o porte de pacotes de software para OpenVMS I64.
A seguir, os últimos lançamentos OpenVMS I64:
OpenVMS I64 V8.2, a primeira produção de qualidade Itanium release, foi enviado 13 de janeiro de 2005. Uma versão V8.2 também está disponível para plataformas Alpha.
OpenVMS I64 V8.2-1, adicionando suporte para Integrity Superdome e os sistemas baseados em células, foi lançado em setembro de 2005. V8.2-1 está disponível para plataformas Itanium só.
OpenVMS I64 V8.3, foi liberado para plataformas Itanium em setembro de 2006. V8.3 está também disponível para sistemas Alpha.
OpenVMS I64 V8.3-1H1, foi lançado em outubro de 2007. Possui pleno c-Class Integridade BladeServer lâmina apoio. Veja o anúncio completo para mais detalhes. HP BladeSystem informações para obter detalhes sobre blade servidor produtos da HP.
OpenVMS V8.4 e I64 Alpha, actualmente prevista para o segundo semestre de 2008. Ver o OpenVMS Roteiro para obter detalhes sobre futuros lançamentos OpenVMS.
Para detalhes técnicos sobre a porte do OpenVMS para Itanium, consulte o OpenVMS Técnico Oficial V6. Em particular, ver o OpenVMS Porte de Integridade . Informações sobre os lançamentos de OpenVMS V4.0 a corrente está disponível, tal como são listas de atualização caminhos no OpenVMS FAQ e no site da HP OpenVMS.